# 勒內·古特曼
勒內·古特曼（法語：René Gutman，1950年12月6日—）出生於法國諾曼第大區濱海塞納省的鲁昂，是一位法國猶太教的拉比。

## 生平
他的父親Alexandre Gutman是鲁昂的拉比，因此他對於猶太教的教義殷切追尋，先後在巴黎第一大學、法國國立東方語言文化學院、巴黎第三大學等學校攻讀，並且在高等研究應用學院取得（博士）學位。
就學期間也進入法國猶太神學院接受拉比的培訓，1977年取得拉比的身分畢業，之後就在斯特拉斯堡、兰斯和貝桑松擔任拉比，勒內·古特曼拉比生涯任滿30年後，於2017年8月選擇退休，之後前往以色列耶路撒冷定居。

## 受獎
- 2005年：法國國家功績勳章（軍官）
- 2008年：法國榮譽軍團勳章（軍官）